# عيسى حياتو
عيسى حياتو (بالفرنسية: Issa Hayatou)‏ (9 أغسطس 1946 - 8 أغسطس 2024) هو مسؤول رياضي كاميروني، ورياضي وإداري في كرة القدم، اشتهر بكونه رئيسًا للاتحاد الإفريقي لكرة القدم بين عامي 1988 و2017. شغل منصب الرئيس المؤقت للاتحاد الدولي لكرة القدم حتى 26 فبراير 2016 بعد حظر الرئيس السابق سيب بلاتر من جميع الأنشطة المتعلقة بكرة القدم في عام 2015 كجزء من التحقيق في فضيحة الفساد في الفيفا ذلك العام. في عام 2002، ترشح لرئاسة الفيفا لكنه هُزم من قبل بلاتر. كان أيضًا عضوًا في اللجنة الأولمبية الدولية.
في نوفمبر 2010، اتهمته بي بي سي بتلقي رشاوى في التسعينيات فيما يتعلق بمنح حقوق بث كأس العالم. أعلنت اللجنة الأولمبية الدولية (IOC) أنها ستفتح تحقيقًا في الأمر. بعد قضية الفساد في الفيفا عام 2015، تولى حياتو رئاسة الفيفا كقائم بالأعمال حتى 26 فبراير 2016 عندما اُنتخب جياني إنفانتينو لهذا المنصب. في 16 مارس 2017، هُزم أمام منافسه المالغاشي أحمد أحمد مُنهياً فترة 29 عامًا من رئاسته للاتحاد الإفريقي لكرة القدم. في 24 مايو 2017، تم تعيينه رئيسًا للأكاديمية الوطنية لكرة القدم من قبل رئيس الكاميرون بول بيا.

## النشأة والمسيرة
عيسى حياتو وُلد في غروة في ما كان يُعرف آنذاك بـ الكاميرون الفرنسية في 9 أغسطس 1946، وهو ابن سلطان كاميروني، وكان عداء مسافات متوسطة ومعلمًا للتربية البدنية. تمتع حياتو بمسيرة رياضية ناجحة، حيث كان عضوًا في الفرق الوطنية الكاميرونية في كل من كرة السلة وألعاب القوى، وحمل أرقامًا قياسية في سباقات 400 و800 متر.
كان حياتو متزوجًا ولديه أربعة أطفال. تُعتبر عائلة حياتو من العائلات التقليدية التي تحمل لقب السلطنة ("لاميدات"، وهو لقب تقليدي من خلافة صكتو للشعب الفولاني) في غروة. كان حياتو ابن السلطان الحاكم، والعديد من أقاربه وصلوا إلى مناصب قوية في المجتمع الكاميروني. كان أبرزهم شقيقه سادو حياتو [الإنجليزية] الذي شغل منصب رئيس وزراء الكاميرون [الإنجليزية] وكان مسؤولًا كبيرًا لفترة طويلة في عهد الرئيس الكاميروني بول بيا وكان من بين المرشحين لخلافته. ولا تزال عائلة حياتو تمارس نفوذًا سياسيًا كبيرًا في شمال الكاميرون.
في عام 1974، وهو في سن الثامنة والعشرين فقط، أصبح حياتو الأمين العام لـ الاتحاد الكاميروني لكرة القدم، ثم رئيس الاتحاد في عام 1986. كجزء من دوره كرئيس، اُختير في نفس العام ليكون عضوًا في اللجنة التنفيذية للاتحاد الإفريقي لكرة القدم. بعد تقاعد الإثيوبي يدينكاتشو تيسيما من رئاسة الاتحاد الإفريقي في أغسطس 1987، اُنتخب حياتو كخامس رئيس في تاريخ الاتحاد. خسر حياتو في حملته الانتخابية السابعة لإعادة انتخابه لصالح أحمد أحمد في مارس 2017.

### تطور الاتحاد الإفريقي
تولى حياتو رئاسة الاتحاد الإفريقي لكرة القدم لمدة تقارب الثلاثة عقود حيثُ شهدت فترته على ظهور متميز لمنتخبات السنغال ونيجيريا والكاميرون في كأس العالم، ودفع من أجل زيادة عدد المقاعد الإفريقية في كأس العالم من اثنين إلى خمسة، مع حصول إفريقيا على مقعد سادس تلقائيًا في كأس العالم 2010 في جنوب إفريقيا بصفته الدولة المضيفة. تولى حياتو رئاسة كل من لجنة الترشح واللجنة المنظمة لبطولة 2010، وهي الأولى التي تُقام في إفريقيا.
نهائيات كأس الأمم الإفريقية توسعت من 8 إلى 16 فريقًا في اتحاد يضم أكثر من 50 دولة موزعة على ست مناطق وخمس اتحادات إقليمية. شهدت البطولات المحلية أيضًا نموًا مشابهًا في الأعداد والحجم حيثُ شارك المزيد من الأندية في كأس الأندية الإفريقية البطلة، وكأس الكونفيدرالية الإفريقية (الذي بدأت في 2004 للفائزين بالكؤوس الوطنية والفرق ذات المراكز المتقدمة في الدوريات)، وكأس الاتحاد الإفريقي، وكأس السوبر الإفريقي. كما توسعت الأنشطة خارج نطاق كرة القدم للرجال، حيثُ أشرف الاتحاد الإفريقي لكرة القدم على بطولات للشباب، وكرة القدم النسائية، وكرة القدم داخل الصالات، وكرة القدم الشاطئية.

### علاقاته مع الاتحاد الأوروبي والفيفا
كان أحد الأهداف الرئيسية لرئاسة حياتو للاتحاد الإفريقي في أواخر التسعينيات هو تقديم مزايا للأندية الإفريقية لكرة القدم للحد من انتقال اللاعبين الأفارقة إلى أوروبا؛ وهي مبادرة لم تُحقق نجاحًا كبيرًا. حياتو انتقد بشكل غير مباشر رحيل "المواهب" الكروية من إفريقيا إلى أوروبا، مشيرًا إلى أن «الدول الغنية تستورد المواد الخام - المواهب - وغالبًا ما ترسل مدربين أقل كفاءة إلى إفريقيا.» في إشارة إلى الطواقم التدريبية الأجنبية التي تشرف على المنتخبات الوطنية الإفريقية. في مبادرة في سبتمبر 1997 تفاوض فيها حياتو مع الاتحاد الأوروبي أسفرت عن دفع رسوم للهيئات الإدارية الأفريقية والأندية عن اللاعبين الأفارقة الذين يلعبون في أوروبا. تلتها مشروع "الميريديان" الذي وقع في ديسمبر 1997 مع الاتحاد الأوروبي والذي كان يهدف إلى تقديم دفعات مالية للاتحادات الوطنية الإفريقية كل عامين وإنشاء كأس ميريديان. مشروع "الهدف" لعام 1999 الذي أُنشئ مع الفيفا كان يقدم دعمًا ماليًا بقيمة مليون دولار لـ 46 اتحادًا إفريقيًا لكرة القدم على مدى أربع سنوات. بغض النظر عن تأثير هذه المفاوضات على كرة القدم في الأندية الإفريقية فإنها أسهمت في بناء علاقة وثيقة بين قادة الاتحاد الأوروبي لكرة القدم وحياتو مما أدى إلى دعم الاتحاد الأوروبي لترشيح حياتو ليحل محل سيب بلاتر كرئيس للفيفا في عام 2002. ومع ذلك، فاز بلاتر المدعوم من الاتحادات الأمريكية والآسيوية، على حياتو بـ139 صوتًا مقابل 56.

## مزاعم الفساد
في نوفمبر 2010، ادعى أندرو جينينغز، مقدم برنامج أسرار فيفا القذرة، وهو جزء من برنامج بانوراما على قناة بي بي سي أن حياتو تلقى رشاوى في التسعينيات فيما يتعلق بمنح عقود بيع حقوق البث التلفزيوني لكأس العالم. زعم برنامج بانوراما أنهُ حصل على وثيقة من شركة تدعى ISL تُظهر أن حياتو قد تلقى 100,000 فرنك فرنسي من الشركة. وفازت ISL بالعقد لتوزيع حقوق البث التلفزيوني. نفى حياتو هذه المزاعم، قائلاً إن الأموال لم تذهب إليه بل إلى الاتحاد الإفريقي لكرة القدم. أعلنت اللجنة الأولمبية الدولية أنها ستقوم بالتحقيق في الأمر بسبب عضوية حياتو في المنظمة.
في مايو 2011، نشرت صحيفة الصنداي تايمز ادعاءات من أحد مصادرها تفيد بأن حياتو وعضو اللجنة التنفيذية جاك أنوما [الإنجليزية] قبلا رشوة بقيمة 1.5 مليون دولار من قطر لدعم ترشيحهم لاستضافة كأس العالم 2022.

## إيقاف توغو عام 2010
قبل أيام قليلة من نهاية كأس الأمم الإفريقية 2010 في أنغولا، تعرض عيسى حياتو لانتقادات بعد قرار الاتحاد الإفريقي بإيقاف منتخب توغو من المشاركة في بطولتين قادمتين لكأس الأمم الإفريقية. اتهم حياتو الحكومة التوغولية بالتدخل في شؤون اتحاد كرة القدم التوغولي عندما انسحب الفريق من البطولة قبل بدايتها. تعرض منتخب توغو لهجوم في 8 يناير 2010 أثناء سفره إلى أنغولا بالحافلة قبل بدء البطولة، مما أسفر عن مقتل اثنين من وفد الفريق. انتقد قائد منتخب توغو إيمانويل أديبايور ومدرب توغو هوبير فيلود حياتو بشكل خاص بسبب قرار الاتحاد الإفريقي وطالبا باستقالته من رئاسة الاتحاد الإفريقي.

## الجدل حول اللجنة الأولمبية
في 21 سبتمبر 2011، أُعلن عن أن الفيفا قد عينت عيسى حياتو رئيسًا للجنة الأولمبية للفيفا ووافقت على توليه منصب رئيس لجنة برنامج 'الهدف' الذي يهدف إلى دعم وتطوير كرة القدم في جميع أنحاء العالم. كان حياتو قد ترأس اللجنة الأولمبية للفيفا سابقًا من عام 1992 حتى 2006. في وقت تعيينه، كان حياتو لا يزال قيد التحقيق بتهمة الرشوة. لاحقًا، نفت الفيفا تعيين حياتو رئيسًا للجنة الأولمبية، ووصفت التعيين بأنه "خطأ تقني".

## الجوائز
في 3 نوفمبر 2007، مُنح حياتو درجة فخرية من جامعة لادوكي أكنتولا للتكنولوجيا [الإنجليزية] في أوغبوماشو [الإنجليزية] في ولاية أويو بنيجيريا.

## الوفاة
توفي عيس حياتو في 8 أغسطس 2024 عن عمر ناهز السابعة والسبعين.

## روابط خارجية
- عيسى حياتو على موقع اللجنة الأولمبية الدولية (الإنجليزية)
- عيسى حياتو على موقع أوليمبيديا (الإنجليزية)